# 安·戴
埃莉諾·安·戴（英語：Eleanor Ann Day；1938年8月10日—2016年5月7日），是美國的共和黨政治人物，前亞利桑那州參議院議員。

## 生平
戴生於德克薩斯州艾爾帕索，姊姊是美國最高法院首位女性大法官桑德拉·戴·奧康納。戴在亞利桑那州立大學取得學士學位，又在亚利桑那大学獲得碩士學位。之後，她在亞利桑那州阿罕布拉和圖森學區從事教育，亦擔任皮馬縣調解法庭的婚姻和家庭治療師。
1990年至2000年間，她以共和黨黨籍當選為亞利桑那州參議院第十二選區議員，後來2000年出任皮马县監事會委員至2012年，還曾在亞利桑那工業委員會任職。
2016年5月7日上午7時28分，戴在图森一醉酒司機引起的三車相撞車禍中逝世，事發地點在艾那路（Ina road）近奧瑞可路（Oracle road），距離嘉贝丽·吉佛斯遭槍擊事件的地方不到一英里。